# Chorinaeus opacitas
Chorinaeus opacitas är en stekelart som beskrevs av Davis 1897. Chorinaeus opacitas ingår i släktet Chorinaeus och familjen brokparasitsteklar. Inga underarter finns listade i Catalogue of Life.